# Plymspireasläktet
Plymspireasläktet (Aruncus)  är ett växtsläkte med 3–6 arter i familjen rosväxter. Arterna är dåligt definierade och svåra att skilja.
Plymspireasläktets arter är fleråriga, örtartade växter som är hemmahörande i Europa, Asien och Nordamerika. Några odlas som trädgårdsväxter i Sverige.
Kladogram enligt Catalogue of Life:
| Plymspireor | \| \| plymspirea \| \| \| \| \| \| Aruncus gombalanus \| \| \| \| \| \| sibrisk plymspirea \| \| \| \| |
|             | \| \| plymspirea \| \| \| \| \| \| Aruncus gombalanus \| \| \| \| \| \| sibrisk plymspirea \| \| \| \| |
|             | plymspirea                                                                                             |
|             | |
|             | Aruncus gombalanus                                                                                     |
|             | |
|             | sibrisk plymspirea                                                                                     |
|             | |

## Bildgalleri

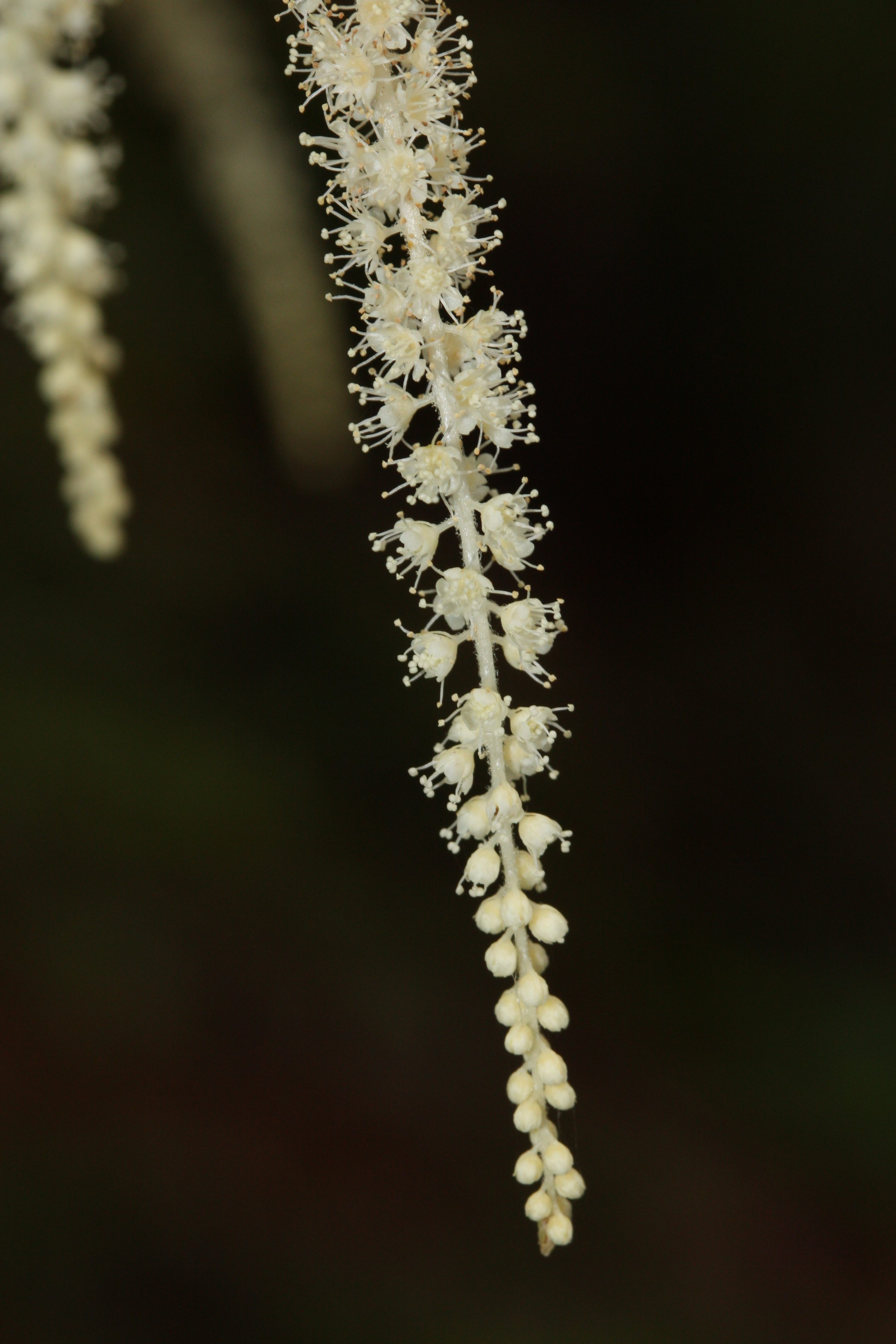
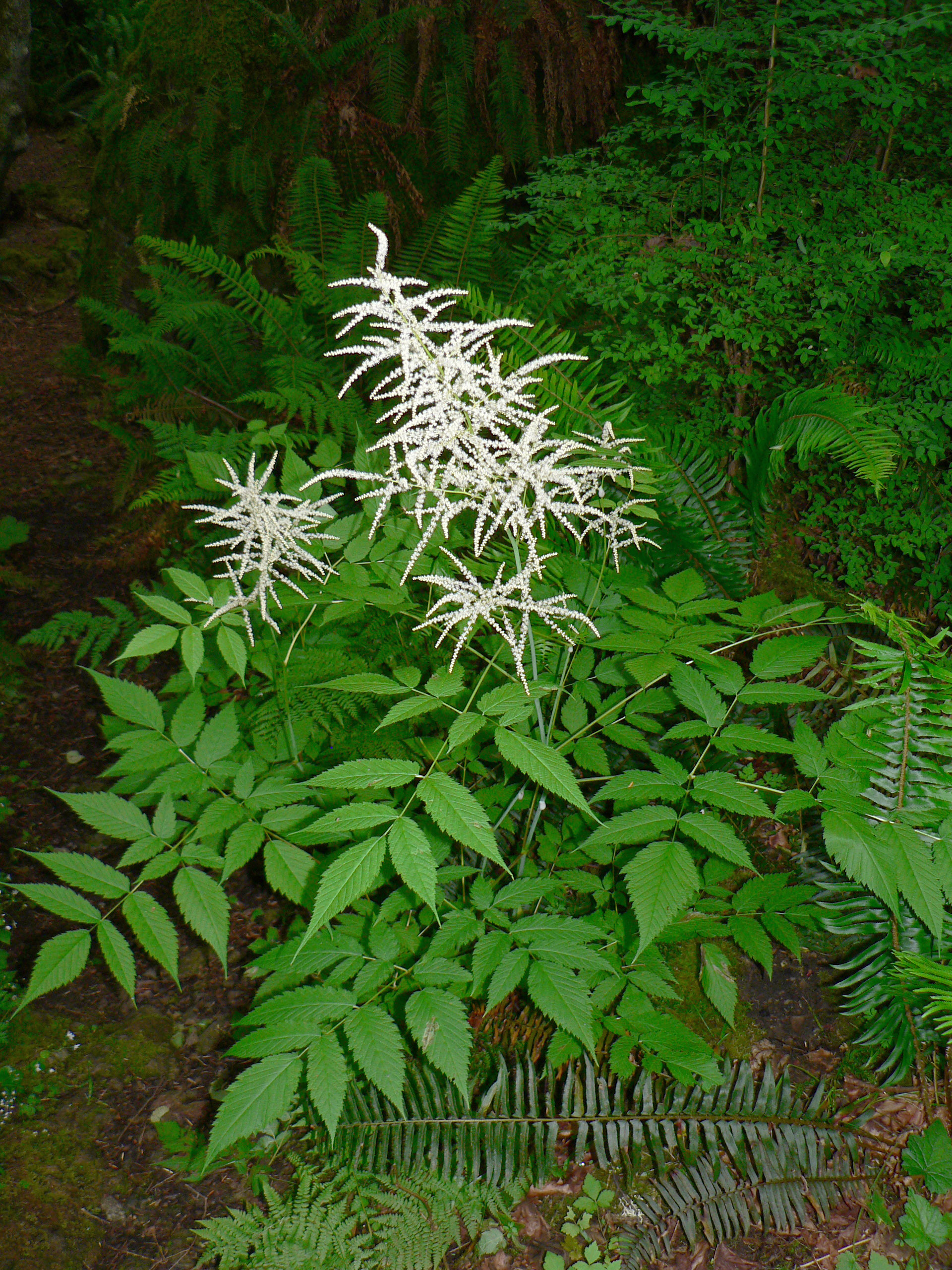